# Błażek
Błażek – wieś w Polsce położona w województwie lubelskim, w powiecie janowskim, w gminie Batorz.
W latach 1954–1959 wieś należała i była siedzibą władz gromady Błażek, po jej zniesieniu w gromadzie Batorz. W latach 1975–1998 miejscowość administracyjnie należała do województwa tarnobrzeskiego. Według Narodowego Spisu Powszechnego (III 2011 r.) liczyła 703 mieszkańców i była drugą co do wielkości miejscowością gminy Batorz. Wieś jest sołectwem.